# Konrad Dyba

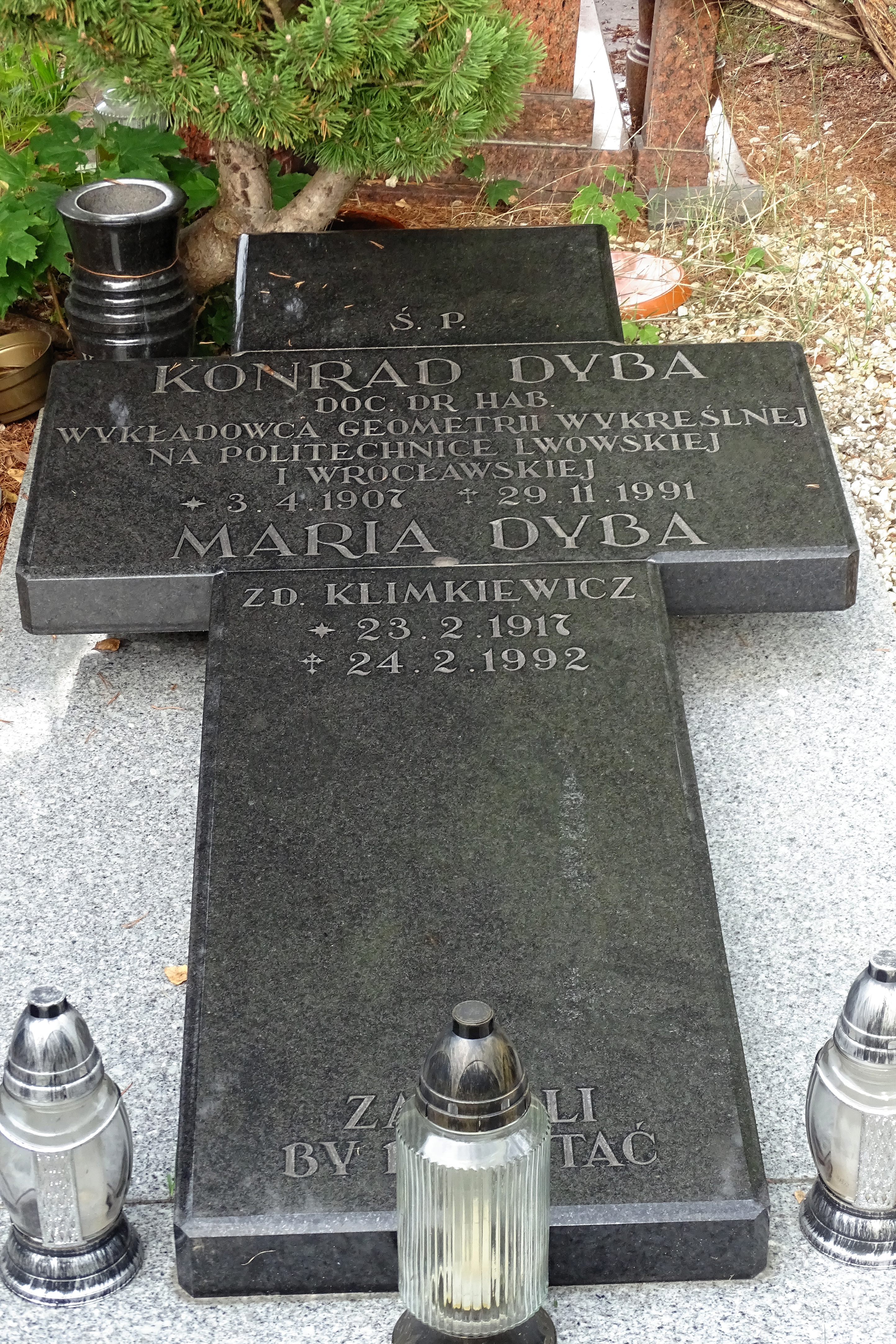
Grób prof. K. Dyby na cmentarzu św. Rodziny we Wrocławiu

Konrad Dyba (ur. 3 kwietnia 1907 w Koprzywnicy na Morawach, zm. 29 listopada 1991 we Wrocławiu) – polski architekt, prof. dr hab. inż. Twórca teorii geometrii harmonicznej.

## Życiorys
Po ukończeniu cieszyńskiego Państwowego Gimnazjum Klasycznego w 1925 rozpoczął studia na Politechnice Lwowskiej. Początkowo studiował na Wydziale Ogólnym, który ukończył w 1932. Był asystentem prof. Kazimierza Bartla i prof. Antoniego Karola Plamitzera, a następnie pracował jako technik budowlany w Zarządzie Miasta Lwowa oraz w pracowni architektonicznej Rektora Politechniki Lwowskiej prof. Witolda Minkiewicza. Naukę kontynuował na Wydziale Architektonicznym, który po zajęciu Lwowa przez Związek Radziecki stał się Fakultetem Architektoniczno-Budowlanym Lwowskiego Instytutu Politechnicznego, studia te ukończył w 1941. 
W lipcu 1944 opuścił Lwów i osiadł w Bobowej, a następnie zaproszony przez prof. A.K. Plamitzera przeniósł się do Krakowa. W czerwcu 1945 został adiunktem w Katedrze Geometrii Wykreślnej w tworzonej Politechnice Śląskiej, ale już w listopadzie 1945 zamieszkał we Wrocławiu, gdzie jako zastępca profesora został kierownikiem Katedry Geometrii Wykreślnej na Wydziale Matematyczno-Fizyczno-Chemicznym, który był wspólny dla Uniwersytetu Wrocławskiego i Politechniki Wrocławskiej. Po reorganizacji oraz uzyskaniu stopnia doktora nauk technicznych w 1959 i stopnia docenta habilitowanego w 1965 objął kierownictwo tej Katedry na Politechnice, a po wprowadzeniu struktury instytutowej kierował Zakładem Geometrii Wykreślnej w Instytucie Architektury i Urbanistyki. Równolegle od 1960 prowadził wykłady w Wyższej Szkole Inżynierskiej w Opolu. Po przejściu na emeryturę w 1976 pozostał w Zakładzie na stanowisku specjalisty.

## Dorobek naukowy
Konrad Dyba stworzył teorię krzywych płaskich wyższych rzędów, która jest nazywana geometrią harmoniczną. Współpracował z zespołem naukowców z Akademii Medycznej nad zastosowaniem jej w elektrokardiografii. Ponadto opublikowano dziewięć prac naukowych, dziesięć prac naukowo-wychowawczych opracowanych zespołowo.

## Odznaczenia
- Medal 10-lecia Polski Ludowej (1955);
- Złoty Krzyż Zasługi (1958);
- Złota Odznaka Politechniki Wrocławskiej (1965);
- Odznaka 1000-lecia Państwa Polskiego (1969);
- Krzyż Kawalerski Orderu Odrodzenia Polski (1970);
- Honorowa Odznaka Towarzystwa Miłośników Wrocławia (1976);
- Order Sztandaru Pracy II klasy (1977);
- Odznaka Honorowa Zasłużonemu Opolszczyźnie (1977);
- Medal „Za wybitne Zasługi dla Rozwoju Politechniki Wrocławskiej” (1977);
- Medal Komisji Edukacji Narodowej (1981);
- Odznaka tytułu honorowego „Zasłużony Nauczyciel PRL” (1984).